# Neil Bissoondath

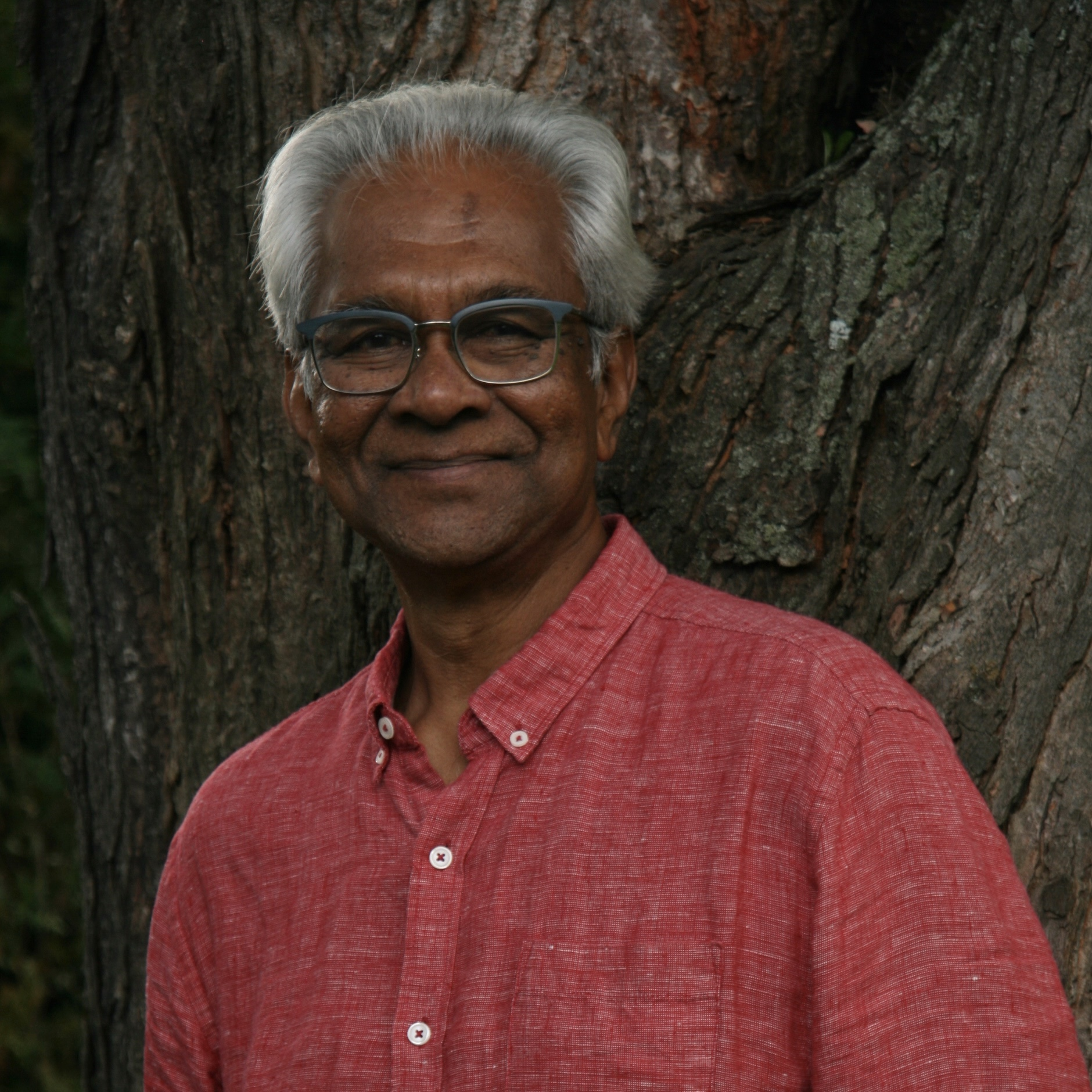
Neil Bissoondath (2021)

Neil Devindra Bissoondath (* 19. April 1955 in Arima) ist ein aus Trinidad und Tobago stammender kanadischer Autor von Romanen und Kurzgeschichten sowie Essayist.

## Leben

### Herkunft, Studium und erste Kurzgeschichten
Bissoondath absolvierte seine Schulausbildung am St Mary’s College in Port of Spain und wanderte 1973 nach Kanada aus, wo er ein Studium an der York University in Toronto absolvierte, das er 1977 mit einem Bachelor of Arts (B.A.) abschloss. Im Anschluss begann er in Toronto eine Tätigkeit als Lehrer für Englisch als zweite Fremdsprache sowie Französisch.
Ende der 1970er Jahre begann Bissoondath unter dem inspirierenden Einfluss seines Onkels V. S. Naipaul mit dem Schreiben von Kurzgeschichten und besuchte 1983 die Banff School of Fine Arts. Sein erstes Buch, die Kurzgeschichtensammlung Digging Up Mountains (1985), befasste sich mit den Gefühlen kultureller Entfremdung, Exil und heimatlichen Umbrüchen, mithin mit Themen, die er auch in seinen späteren Werken erforschte. Das Buch war ein kommerzieller Erfolg und erhielt auch Anerkennung in der Literaturkritik, so dass es ihm ermöglicht war, sich einige Jahre als Lehrer freistellen zu lassen, um sich hauptberuflich der Schriftstellerei zu widmen.

### Debütroman und kanadischer Multikulturalismus
Ein Großteil seiner fiktionalen Darstellung verfasste er als Romane, wobei sein Debütroman A Casual Brutality 1988 erschien. Der in der fiktiven Karibik-Republik Casaquemada spielende Roman wurde 1989 für den Smithbooks/Books in Canada First Novel Award nominiert, den jedoch Rick Salutin für A Man of Little Faith erhielt. 1990 veröffentlichte Bissoondath die zweite Kurzgeschichtensammlung On the Eve of Uncertain Tomorrows. Der 1993 veröffentlichte Roman The Innocent of Age  ist die Geschichte von Spannungen zwischen Generationen in einem zunehmend rassistischer werdenden Toronto. Seine Romane richten ihren Fokus oftmals auf Charaktere, die mit ihrer jeweils eigenen Vergangenheit konfrontiert werden.
Bissoondaths umstrittenstes und meistverkauftes Buch ist Selling Illusions: The Cult of Multiculturalism in Canada (1994), das 2002 in einer Neuauflage erschien. In diesem nichtfiktiven Buch kritisierte er das 1971 in Kraft getretene kanadische Gesetz für den Multikulturalismus (Multiculturalism Act 1971), da dieses Unterschiede eher betont als die Gemeinsamkeiten unter den zahlreichen ethnischen Gruppen des Landes. Darin argumentierte er, dass die multikulturellen Politiken, obwohl sie gut gemeint waren, nur die Isolation und Stereotypisierung kultureller Gruppen ermutigte.
1995 verzog er nach Québec, wo er als Dozent für kreatives Schreiben an der Universität Laval tätig war. Die Protagonistin in dem für den Preis des Generalgouverneurs (Governor General’s Award for Fiction) nominierten Roman The Worlds Within Her (1998) kehrte in ihren Geburtsort in Karibik zurück, um dort die Asche ihrer Mutter beisetzen zu lassen. In Doing the Heart Good (2002) bewertet ein älterer englischsprachiger Mann aus Montreal sein Leben neu, nachdem er seinen gesamten Besitz bei einer Brandstiftung verloren hat. The Unyielding Clamour of the Night (2005) handelt von einem jungen Lehrer, der eine privilegierte Erziehung zurücklässt, um politischen, religiösen und rassischen Unruhen in einem fiktiven, Sri Lanka nachempfundenen Inselstaat zu begegnen.

## Veröffentlichungen
- Digging up the mountains, 1985
- A casual brutality, 1988
- On the eve of uncertain tomorrows, 1990
- The innocence of age, 1992
- Selling illusions, 1994
- The worlds within her, 1998
- Doing the heart good, 2002
- Retour à Casaquemada, 1999
- Unyielding Clamour of the Night, 2005
- The age of confession, 2007
- The soul of all great designs, 2008

in deutscher Sprache
- Casaquemada oder die Insel der Gewalt (Original: A casual brutality), Übersetzung Irene Rumler, Klett-Cotta Verlag, Stuttgart 1992, ISBN 3-608-95680-8
- Karibik, Kleine Antillen, Reiseführer, München, 1. Auflage 2000, ISBN 3-8268-2330-3
- Willkommen, Mr. Mackenzie (Original: Doing the heart good), Übersetzung Sylvia Morawetz, Liebeskind Verlag, München 2004, ISBN 3-935890-24-9